# Áramlástan

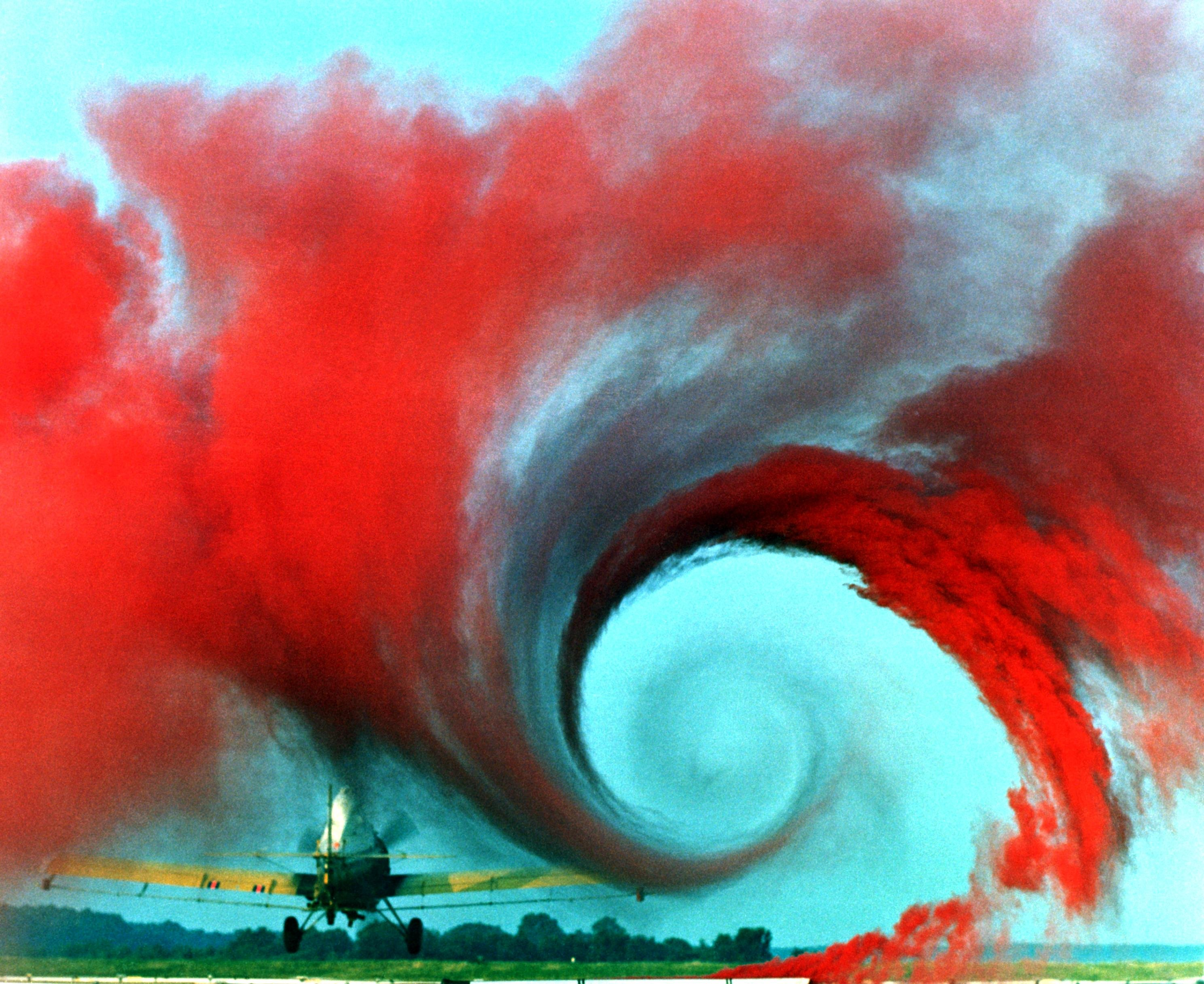
Egy felszálló repülőgép által gerjesztett turbulencia a környezeti levegőben

Az áramlástan, (angolul Fluid mechanics, franciául mécanique des fluides, németül Strömungslehre, Strömungsmechanik vagy Fluidmechanik, magyarul más néven ’’Folyadékok mechanikája’’) a fizika tudománynak a mechanika tudományágán belül annak egyik fontos és kiterjedt tanulmányi területe. Olyan anyagoknak mozgásbeli, vagyis kinetikus viselkedésével foglalkozik, amelyek a folyadékokhoz hasonlóan felveszik a környezeti edény alakját; tehát a halmazállapotnak egy alosztályát alkotják, amelyet „önthető anyagoknak” is neveznek Ezek tagjai: folyadékok mellett gázok és plazmák. Az áramlástan a kondenzált anyagok fizikáján (kontinuumfizika) belül a folyékony, vagy önthető anyagok, közegek mozgásával, áramlásával foglalkozik.
A tudományág fontos vizsgálati kérdéseit természettudományos és műszaki szempontból is tanulmányozza. Ezek közé tartozik a környezetben a gázok és a folyadékok áramlása, az áramlás  kölcsönhatása a környezet tárgyaival (közegellenállás), akadályokkal. A természeti áramlások leírásának alkalmazása a meteorológia, az orvostudomány, a biológia, a hidrológia területére esik. A műszaki alkalmazások a közlekedésben (főleg a repülésben és a hajózásban), az energetikában (erőművek áramlási alrendszereiben), a közlekedési és vízépítésben (hidak, csatornák, alagutak stb. tervezésében), a környezetvédelemben, számos ipari rendszer tervezésében (vegyipar, épületgépészet, gyártó anyagtechnológiák) a legismertebbek.

## Áramlási jelenségek a természetben
Környezetünkben a jelenségeket ösztönösen is álló és mozgó csoportra oszthatjuk. A mozgásban lévő közegek jelenségei hétköznapi élményeink közé tartoznak. Ilyenek a szél fújta ágak hajladozása, a fölkapott por kavargása, a folyó víz áramlása, benne az örvények forgása, a felhők járása, csapadék hullása. Az áramlástan a jelenségek sokféleségéből kiemeli az áramló folyékony anyagokat, (melyeket idegen szóval fluidumoknak is neveznek) és ezek törvényszerűségeit írja le. Több egyszerűsítéssel is él. Ilyen egyszerűsítő lépés az ideális folyadék fogalma, amely súrlódásmentes és összenyomhatatlan. Addig, amíg a nyomáskülönbségek miatti sűrűségváltozások elhanyagolhatók, a gázok is ideális folyadéknak vehetők.

## Az áramlások leírása
Az áramlások során a közegekben testek is mozoghatnak az áramlás hatására. Az ilyen testek mozgása sok mindenben tudósít az áramlási viszonyokról. A kirajzolt áramlási pályák szemléletessé tehetik az áramlások leírását.
A két legfontosabb áramlási típus a lamináris (vagy réteges) áramlás és a turbulens (vagy gomolygó) áramlás. Lamináris áramlást legegyszerűbben egy csatornában lassan áramló víz részecskéire mutathatjuk be: a folyadékrészecskék egymással párhuzamos áramvonalak mentén mozognak, áramlási rétegeket alkotnak, és e rétegek között, a belső súrlódás miatt áramlási sebesség-különbségek vannak. A folyadékok belső súrlódását a viszkozitás mérőszáma fejezi ki.
A turbulens áramlást a legegyszerűbben most is egy csatornában áramló víz részecskéire mutathatjuk be: a folyadékrészecskék egyidejűleg többirányú változó mozgásban vesznek részt: az elsődleges mozgási irányra merőleges irányú másodlagos mozgások is létrejönnek a folyadékban. Az áramlásban részt vevő részecskék pályája igen tekervényes. Fontos, hogy a turbulens áramlás nem azonos az örvényessel. Legjobban úgy lehet elképzelni a turbulens áramlást, hogy az áramló közeg részecskéi elkezdenek egymással véletlenszerűen helyet cserélgetni. Az örvényes áramlás leegyszerűsítve a részecskék (vagy akár egy részecske) sokszor időben állandó helyen történő "körkörös" (forgó)mozgását jelenti. Jó példa a különbségre a repülőgép szárnya, ahol az átváltási pont után, de a leválási pont előtt turbulens, míg a leválási pont után örvényes az áramlás. Matematikailag az különbözteti meg őket, hogy a turbulens áramlás minden pontjában az áramlást leíró vektortér rotációja (és bármely zárt görbe menti integrálja) zérus, míg az örvényesnél nem.
A legismertebb áramlási törvény Bernoulli törvénye, amely kimondja, hogy egy közeg (pl. víz, gáz) áramlásában egy adott áramlási helyen, a megnövekedett sebességgel a nyomás csökkenése jár együtt. Bernoulli törvényét áramvonalak segítségével is szemléletesen megfogalmazhatjuk: az áramló közegben egy áramvonal mentén az összenergia állandó (vagyis a mozgásból származó energia és a nyomásból származó energia összege állandó).
A kirajzolt áramlási pályák segítségével szemléltethetjük az áramlás képét akadály mögött, ahogyan azt Kármán Tódor magyar származású fizikus és mérnök fölfedezte a 20. század elején. Az akadály mögött örvények sora szakad le az áramló közegben és az örvények mérete fokozatosan csökken, míg végül elhal. A róla elnevezett Kármán-féle örvénysor ma már űrkutatási felvételeken is megfigyelhető a légköri áramlások körében.

## Áramlások hasonlósági modellezése
A nagyméretű közegek áramlását, vagy a megtervezett gépekben a folyadékok vagy gázok áramlását gyakran az áramlási jelenségek közötti hasonlóság alapján modellezik. A hasonlóság fönnállásának feltételei vannak, ezek a kisminta törvények. Leegyszerűsítve a feltételeket a hasonlósági modellezés esetén teljesülnie kell a geometriai hasonlóságnak (a geometriai alaktól a felületek érdességi viszonyaiig), valamint a közegekben a tehetetlenségi erők és a közegek belső súrlódási erői között az aránynak is azonosnak kell lennie a két rendszerben. A hasonlósági feltételeket dimenziómentes viszonyszámokba sűrítették: ilyenek: 
- a Reynolds-szám, amelyet Reynolds angol fizikusról neveztek el. A Reynolds-számot kiterjedten használják a közlekedési eszközök tervezésénél, a planetáris áramlások modellezésénél és még számos területen,
- Froude-szám, mely pl. vízfelszinen lejátszódó jelenségekre alkalmazható (hajók),
- Strouhal-szám mely instacionárius jelenségek jellemzésére alkalmas (forgó lapátkerék).
- Grashof-szám, mely a felhajtóerő, és a belső súrlódási erő aránya szabad, konvektív áramlásra
- Archimedes-szám, a Re, Fr és Gr számokból származtatott érték
- Nusselt-szám
- Prandtl-szám

### Szélcsatorna-kísérletek
A szélcsatorna alkalmas egy készülék, berendezés áramlási viszonyainak pontos mérésére. A berendezés élethű, és mérethelyes mását, vagy kicsinyített modelljét helyezik az áramló levegőbe. Az itt mért adatokból következtetnek a berendezés valóságos viszonyok közötti viselkedésére. 
A Formula–1 versenyautók nagy sebességgel futnak, a szélcsatorna mérésekkel az össz-ellenállás kb. 30%-át kitevő áramlási ellenállás csökkenthető. 
A mért elemek többek között az első és hátsó szárny, a diffúzor (alaplemez hátsó szakasza), légterelő lemezek (kerék és kocsiszekrény között. A szélcsatorna és más tesztek nagy költsége miatt az egyenlő feltételek biztosítása érdekében a tesztelési lehetőségeket korlátozzák. Egyik helyettesítő, kevésbé költséges módszer a szélcsatorna szimuláció (CFD, virtuális szélcsatorna tesztelés). 
A kereskedelemben kapható autók fogyasztásának csökkentésére szintén végeznek hasonló méréseket. A nagyobb hidak szilárdságának ellenőrzésére is szélcsatorna vizsgálatokat alkalmaznak.

## Planetáris áramlások
A légkörrel rendelkező bolygókon az áramlási jelenségek planetáris kiterjedésben is megnyilvánulnak. E hatalmas áramlási rendszernek a mozgásait is a légkörben található testek (pl. felhők) mintázatai kirajzolják. A Föld légköri áramlási rendszerét a Hadley-cellák segítségével értelmezték hosszú ideig. Fontos szerepet tölt be a légköri áramlásokban a Coriolis-erő. Magyarországon ilyen kutatások az ELTE Fizikai Intézetében, a Kármán Laboratóriumban folynak.

## Áramlástani területek
- Örvények
- Turbulencia
- Légköri jelenségek
- Szélcsatorna

## Áramlástan felosztása
- folyadékok statikája
- folyadékok dinamikája
- gázdinamika

Vízre vonatkozó elnevezése: hidromechanika, ezen belül: hidrosztatika, és hidrodinamika.
Speciális technikai és tudományos területe: hidrológia.